# Blatné Remety
Blatné Remety jsou obec na Slovensku. Nachází se v Košickém kraji, v okrese Sobrance. Obec má rozlohu 6,23 km² a leží v nadmořské výšce 103 m. V roce 2011 v obci žilo 627 obyvatel. První písemná zmínka o obci pochází z roku 1340.